# 比錫達斯體育場
比錫達斯體育場（Beşiktaş Stadium）前稱「沃達豐公園球場」（Vodafone Park），是一座位於土耳其城市伊斯坦堡的比錫達斯的多用途體育場。球場屬於土耳其足球超級聯賽球會比錫達斯的主場，於2016年4月落成，前身為比錫達斯舊主場BJK伊諾努體育場（BJK İnönü Stadium），球場可容納大約42,590名觀眾。該體育場曾經舉辦2019年歐洲超級盃。

## 外部鏈接
- 官方网站 （土耳其語）
- Vodafone Stadium （页面存档备份，存于） at bjk.com.tr

| 前任： 阿勒柯克競技場 塔林 | 歐洲超級盃 舉行場地 2019年 | 繼任： 普斯卡斯球場 布達佩斯 |